# تاكاشي كانو
تاكاشي كانو، لاعب كرة قدم ياباني، من مواليد31 أكتوبر 1920 بمدينة طوكيو، وتوفي في الرابع من يونيو لسنة 2000. لعب تاكاشي كانو في صفوف منتخب اليابان لكرة القدم 7 مباريات سجل خلالها هدفين.

## روابط خارجية
- تاكاشي كانو على موقع ناشيونال فوتبول تيمز (الإنجليزية)
- تاكاشي كانو على موقع عالم كرة القدم.نت (الإنجليزية)